# Cynodon
Cynodon  Rich. é um género botânico pertencente à família Poaceae, subfamília Chloridoideae, tribo Cynodonteae.
O gênero apresenta aproximadamente 90 espécies. Ocorrem na Europa, África, Ásia, Australásia, Pacífico, América do Norte, América do Sul e Antárctica.

## Sinônimos
- Capriola Adans. (SUS)
- Dactilon Vill.
- Dactylus Asch. (SUO)
- Fibichia Koeler

## Principais espécies
- Cynodon barberi Rangachari & Tadul.
- Cynodon incompletus Nees
- Cynodon dactylon  (L.) Pers.
- Cynodon maritimus  H.B. & K.
- Cynodon nitidus Caro & E.A.Sanchez
- Cynodon nlemfuensis Vanderyst
- Cynodon parviglumis Ohwi
- Cynodon plectostachyus (K. Schum.) Pilg.
- Cynodon radiatus Roth
- Cynodon transvaalensis Burtt Davy
- «PPP-Index Lista completa»